# Зурабишвили, Николя
Николя Зурабишвили, также Николай Зурабишвили (фр.  Nicolas Zourabichvili, 27 октября 1936, Париж) — французский композитор грузинского происхождения.

## Биография
Сын бывшего министра правительства Грузинской демократической республики (1920—1921) Георгия Зурабишвили (1898—1944; погиб при невыясненных обстоятельствах), брат известного французского советолога Элен Каррер д’Анкосс. Отец философа Франсуа Зурабишвили (1965—2006), дядя писателя и режиссёра Эмманюэля Каррера, двоюродный брат президента Грузии Саломе Зурабишвили.
Учился в консерватории Бордо (1946—1948). Затем закончил Сорбонну по отделению русистики, параллельно изучал композицию у Нади Буланже, затем у Макса Дойча. Преподавал русский язык в Национальном центре заочного обучения (1970—1997), возглавлял в Париже Русскую консерваторию имени Сергея Рахманинова (1986—1988). Опубликовал вместе с Франси Байе полный перевод переписки Мусоргского (опубликован в 2001 году).

## Творчество
Автор ряда симфонических («Мцхета», «Семь дней») и камерных сочинений («Aus ödem Traumland», «Суздаль»). Ему принадлежат Месса (1976), фортепианная соната, «Трен по Телониусу Монку» для фортепиано (1983), «La Fuite» для скрипки соло (1987) и др. произведения. Николя Зурабишвили — известный кинокомпозитор, он писал музыку ко всем фильмам Отара Иоселиани, начиная с фильма Фавориты луны (1984), к документальной ленте Эмманюэля Каррера Возвращение в Котельнич (2003).

## Признание
Премия Лили Буланже (1970, 1975), премия Артюра Онеггера (1986).